# Juan Madinaveitia Ortiz de Zárate
Juan Madinaveitia Ortiz de Zárate (Oñate, 19 de abril de 1861-Barcelona, 21 de septiembre de 1938) fue un médico gastroenterólogo español que llevó a cabo una decisiva innovación en la clínica  de su tiempo. Con unos medios precarios contribuyó de forma capital a introducir el pensamiento científico anatomoclínico que había revolucionado el ámbito de la medicina europea del siglo XIX. Es considerado el creador de la especialidad del aparato digestivo en España.

## Biografía y trayectoria profesional
Nació en la localidad guipuzcoana de Oñate y se licenció en Medicina en las Universidades de Valladolid y Madrid en 1886. Comenzó ejerciendo la medicina en su pueblo natal y tras dos años se desplazó a Madrid, donde obtuvo una plaza por oposición de jefe de sala en el Hospital Provincial de Madrid además de realizar la tesis doctoral en 1888.
En 1903 fue nombrado profesor agregado de Patología General de la Facultad de Medicina de Madrid, puesto en el que permaneció hasta 1927.
En la segunda mitad del siglo XIX, la práctica y enseñanza de la medicina en España adolecía de una visión científica, a diferencia de lo que ocurría en otros países europeos. No existía la historia clínica y los diagnósticos se basaban más en puras especulaciones que en la interpretación de los datos objetivos, debido a que la relación del médico con el paciente era muy superficial. Las facultades de Medicina no realizaban investigación ni existían grandes estímulos para los alumnos y los médicos recién licenciados. La irrupción de Madinaveitia supuso una auténtica revolución en la práctica clínica y en la enseñanza de la medicina.
En su afán por introducir el método científico en la medicina realizaba personalmente autopsias a sus pacientes fallecidos ayudado por el histopatólogo Luis Simarro con el fin de tener un conocimiento más profundo de las enfermedades.
A nivel docente formó a un numeroso grupo de médicos entre los que destacaron Gregorio Marañón, Luis Urrutia y Teófilo Hernando.
Su prestigio le llevó a que un grupo de sus discípulos fundaran un Instituto de Patología Digestiva, que fue referencia en su época y que se convirtió en una reconocida escuela. Esta institución estuvo dedicada exclusivamente al estudio y enseñanza de las enfermedades del aparato digestivo, la endocrinología y las enfermedades relacionadas con la nutrición, publicando durante el período 1925-1934 los denominados Anales del Instituto Madinaveitia. 
La defensa que hizo de la revolución bolchevique en el Ateneo de Madrid en 1919 tuvo gran repercusión social. A su entierro en Barcelona solo asistieron, por voluntad propia, su hijo, su amigo el Dr. Aguado e Indalecio Prieto. Además, era padre de Carmen Madinaveitia, suegro del filólogo Américo Castro y abuelo de la catedrática Carmen Castro Madinaveitia.
Fue amigo y médico personal de Joaquín Sorolla, al que alojó durante algunos veraneos en su casa de San Sebastián.
El Ayuntamiento de San Sebastián le dedicó el nombre de una calle en su memoria.

## Publicaciones y actividades científicas
Enfermedades del aparato digestivo (Madrid, 1889), que fue el primer libro sobre dicha materia publicado en nuestro país. En este ambiente de escasez bibliográfica, Madinaveitia publicó dos libros que fueron muy importantes en su época y referencia para todos aquellos que querían dedicarse a las enfermedades del aparato digestivo: Fisiología patológica de la digestión (Madrid, 1910) y Enfermedades del esófago y del estómago (Madrid, 1910). Estos libros eran una recopilación de las conferencias que impartió en unos cursos sobre enfermedades del aparato digestivo en los años 1907-1908 y 1908-1909.
Colaboró en el Manual de Medicina Interna (Madrid, 1916-1920) de los doctores Teófilo Hernando Ortega y Gregorio Marañón Posadillo, para el que redactó un capítulo sobre enfermedades del peritoneo.
Fue  presidente de honor del I y II Congresos Nacionales de Patología Digestiva celebrados en Valencia en 1931 y en Barcelona en 1933, respectivamente. En este último congreso se crearía la Sociedad Española de Patología Digestiva y de la Nutrición.